# Danuta Wielebińska
Danuta Jadwiga Wielebińska z domu Zając (ur. 3 listopada 1928 we Lwowie, zm. 26 kwietnia 2018 w Jeleniej Górze) – polska działaczka państwowa i społeczna, ekonomistka, w latach 1975–1986 wicewojewoda wrocławski.

## Życiorys
Córka legionisty, oficera Wojska Polskiego, uczestnika wojny polsko-bolszewickiej i II wojny światowej Stefana Zająca (1895–1961) oraz Jadwigi z domu Szolin (1903–1980). W związku z karierą wojskową ojca chodziła do szkół w Dawidgródku, Jarosławiu, Ostrowi-Komorowie, Modlinie i Warszawie. W okresie okupacji wraz z matką w 1943 przez trzy miesiące ukrywała rodzinę żydowską. Po upadku powstania warszawskiego znalazła się w kolumnie prowadzonej do Dulagu 121 Pruszków, z której udało jej się zbiec wraz z rodziną. Następnie ukrywała się kolejno w Białaczowie, Kańczudze i Łodzi, a w 1946 zamieszkała w Cieplicach Śląskich-Zdroju.
W 1947 zdała egzamin maturalny w Państwowym Gimnazjum i Liceum im. Stefana Żeromskiego w Jeleniej Górze, uniemożliwiono jej jednak kontynuowanie nauki na Politechnice Wrocławskiej. W latach 1948–1952 studiowała w Wyższej Szkole Ekonomicznej w Szczecinie ze specjalizacją w zakresie planowania ekonomicznego, przez rok uczyła w Technikum Budowy Okrętów i Energetyki w Szczecinie. W 1960 uzyskała zaocznie tytuł magistra w Szkole Głównej Planowania i Statystyki ze specjalizacją obieg pieniężny. Od 1952 do 1971 zatrudniona w jeleniogórskim oddziale Narodowego Banku Polskiego, dochodząc do stanowiska kierownika komórki ekonomicznej. W 1971 została dyrektorem jeleniogórskiego oddziału powiatowego Państwowego Banku Rolnego, a dwa lata później – dyrektora NBP w Jeleniej Górze (pozostała nim do czerwca 1975). Przez wiele lat działała w związkach zawodowych, kierowała powiatowym oddziałem Związku Zawodowego Pracowników Państwowych i Samorządowych w Jeleniej Górze, a w latach 1967–1976 była członkiem Centralnej Rady Związków Zawodowych.
Od 1945 do 1957 działała w Związku Walki Młodych i następnie Związku Młodzieży Polskiej, w latach 1952–1958 przewodniczyła powiatowemu Komitetowi Obrońców Pokoju. Zaangażowała się w działalność polityczną, nie należała do żadnej partii. Od 1954 do 1961 przewodnicząca Komisji Finansów, Budżetu i Planowania Powiatowej Rady Narodowej w Jeleniej Górze, w 1961 wybrana w wyborach do tego gremium. Następnie była radną i od 1965 członkiem prezydium Rady Narodowej Miasta i Powiatu Jelenia Góra. W latach 1975–1976 zasiadała Wojewódzkiej Radzie Narodowej w Jeleniej Górze. Od 12 czerwca 1975 do 15 lipca 1986 pozostawała wicewojewodą wrocławskim, odpowiadała głównie za kwestie kultury i sportu. W 1986 odeszła na emeryturę. Wieloletnia działaczka różnych organizacji: Polskiego Towarzystwa Turystyczno-Krajoznawczego, Towarzystwa Przyjaźni Polsko-Radzieckiej, Związku Filatelistów oraz Towarzystwa Urbanistów Polskich. Została członkiem wrocławskich i krajowych władz Polskiego Towarzystwa Ekonomicznego, kierowała jego jeleniogórskim oddziałem; zasiadała w zarządzie Karkonoskiego Towarzystwa Naukowego i Towarzystwa Przyjaciół Muzeum Poczty i Telekomunikacji we Wrocławiu. Należała do redakcji „Rocznika Jeleniogórskiego”.
28 kwietnia 2018 pochowana na starym cmentarzu w Jeleniej Górze–Cieplicach Śląskich-Zdroju.

## Odznaczenia i wyróżnienia
Odznaczona m.in. Krzyżem Kawalerskim Orderu Odrodzenia Polski (1979), Brązowym (1969) i Złotym (1974) Krzyżem Zasługi, Brązowym Medalem „Za zasługi dla obronności kraju” (1970) oraz Medalem 30-lecia Polski Ludowej (1974). Wyróżniona także Odznaką XV-lecia Dolnego Śląska (1961), Srebrną (1962) i Złotą (1967) Odznaką Związków Zawodowych Pracowników Państwowych i Samorządowych, Odznaką 1000-lecia Państwa Polskiego (1966), Odznakę 100-lecia Sportu Polskiego (1967), Złotą Odznaką „Zasłużony dla Dolnego Śląska” (1967), Złotą Odznaką Polskiego Towarzystwa Ekonomicznego (1970), Medal XXV-lecia za zasługi dla Kultury Fizycznej i Turystyki Dolnego Śląska (1970), Medalem Pamiątkowy 25-lecia Narodowego Banku Polskiego oraz Medalem Honorowym „Zasłużony dla Miasta i Powiatu Jelenia Góra” (1974).